# Stazione di Gwangundae
La stazione di Gwangundae (광운대역 - 光云大驛, Gwangundae-yeok) è una stazione ferroviaria di Seul situata sulla linea Gyeongwon e servita dalla linea 1 della metropolitana di Seul. Si trova nel quartiere di Nowon-gu, a nord-est della capitale sudcoreana.
Durante l'orario di punta la stazione è servita da alcuni treni diretti che, sfruttando la linea Mangu, proseguono per Chunchon via la linea Gyeongchun. In inglese la stazione è chiamata Gyeongwoon University Station. Fino al 2013, la stazione era chiamata Seongbuk (성북역 - 城北驛, Seongbuk-yeok)

## Linee e servizi
Korail
● Linea 1 (ufficialmente, linea Gyeongwon)
■ Linea Gyeongchun (servizio ferroviario in orario di punta)

## Struttura
La stazione dispone di quattro marciapiedi a isola e uno laterale per un totale di cinque binari passanti.
| 1   | ■ Linea Gyeongwon  | per Changdong, Uijeongbu, Dongducheon e Soyosan                        |
| 2   | ● Linea 1          | per Cheongnyangni, Seul, Yongsan, Guro, Bucheon e Incheon              |
| 2   | ● Linea 1          | per Cheongnyangni, Seul, Yongsan, Guro, Anyang e Seodongtan            |
| 3   | ● Linea 1          | per Cheongnyangni, Seul, Yongsan, Guro, Bucheon e Incheon              |
| 4-5 | ● Linea 1          | per Cheongnyangni, Seul, Yongsan, Guro, Seodongtan, Cheonan e Sinchang |
| 4-5 | ■ Linea Gyeongchun | per Sangbong, Toegyewon, Gapyeong e Chuncheon                          |

## Stazioni adiacenti
| «               | Servizio | »        |
| Linea 1         | Linea 1  | Linea 1  |
| --------------- | -------- | -------- |
| Wolgye          | Locale   | Seokgye  |
| Changdong       | Espresso | Seokgye  |
| Linea Chuncheon |          |          |
| Capolinea       | Locale   | Sangbong |